# Underworld (film, 1937)

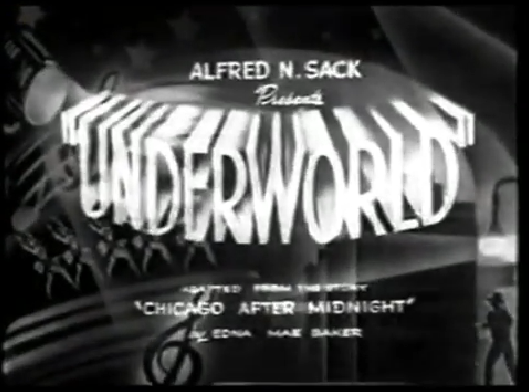
Affiche du film

Pour les articles homonymes, voir Underworld.
Underworld est un film américain d'Oscar Micheaux sorti en septembre 1937.

## Synopsis
Un jeune étudiant noir finit par être sous l’influence d’un joueur qui se révèle être un meurtrier.

## Fiche technique
- Réalisation : Oscar Micheaux
- Scénario : Edna Mae Baker
- Durée : 95 minutes
- Lieu de tournage: Chicago
- Date de sortie : septembre 1937

## Distribution
- Bee Freeman : Dinah Jackson
- Ethel Moses : Evelyn Martin
- Oscar Polk : Sam Brown